# 雙四門
雙四門（英語：Sheung Sze Moon）是香港南部蒲台島附近的水域，地區行政上屬於香港島南區區議會的赤柱及石澳選區。
英文名稱方面，現時通行譯法是Sheung Sze Moon，早年地圖譯為Shingshimoon Pass（雙樹門）。
在雙四門的島嶼合稱蒲台群島，包括以下的島嶼：
- 雙四門海域內
  - 蒲台島
  - 宋崗
  - 橫瀾島
  - 螺洲
  - 螺洲白排
- 蒲台島以南小島
  - 墨洲
  - 墨洲排
  - 細排
  - 大排
  - 散排

## 外部連結
- 香港地方：香港島嶼 （页面存档备份，存于）